# Kearran Giovanni
Kearran Giovanni (Lafayette, Louisiana, 16 de desembre de 1981) és una actriu estatunidenca, més coneguda pel seu paper de la detectiu Amy Sykes a la sèrie de procediments policials de TNT Major Crimes.
Tot i néixer a Lafayette (Louisiana) es va criar a Katy (Texas). Va assistir a la High School for the Performing and Visual Arts a Austin (Texas) i més tard al Conservatori de Música de la Universitat de Cincinnati. El 2004, es va traslladar a Nova York i va començar la seva carrera a Broadway, on va aparèixer en diverses produccions, com Hugh Jackman: Back on Broadway, Catch Me If You Can, Guys and Dolls, Sweet Charity i Tarzan.
Giovanni va interpretar la doctora Vivian Wright, un paper recurrent a la telenovel·la diürna d'ABC One Life to Live des del 2009 fins al final de la sèrie el 2012. El febrer de 2012, Giovanni va guanyar el seu primer paper habitual com a detectiu Amy Sykes a la sèrie de procediments policials de la TNT Major Crimes. També va actuar com a estrella convidada a Royal Pains de USA Network el 2012 i a Beauty and the Beast de The CW el 2013.
El 2016, Giovanni va tenir un paper recurrent com a senadora Diane Hunter a la sèrie de drama polític de l'ABC Designated Survivor. Després de la conclusió de Major Crimes el 2018, Giovanni va protagonitzar la sèrie de The CW Dynasty i la sèrie de CBS Bull, abans de repetir-se a la segona temporada de Black Lightning de CW com a Cutter.

## Filmografia
| Any       | Títol                | Paper                        | Notes                             |
| --------- | -------------------- | ---------------------------- | --------------------------------- |
| 2004      | Law and Order        | Actress #2                   | Episodi: "All in the Family"      |
| 2009–2012 | One Life to Live     | Dr. Vivian Wright            | Personatge recurrent              |
| 2012      | Royal Pains          | Greeter                      | Episodi: "A Farewell to Barnes"   |
| 2012–2018 | Major Crimes         | Detective Amy Sykes          | Personatge habitual, 105 episodis |
| 2013      | Beauty and the Beast | Miranda Bishop               | Episodi: "Tough Love"             |
| 2017      | Designated Survivor  | Senadora Diane Hunter        | Personatge recurrent              |
| 2018      | Dynasty              | Cap de Policia Bobbi Johnson | Episodi: I Answer to No Man"      |
| 2018      | Bull                 | Lindsey Erikson              | Episodi: "The Missing Piece"      |
| 2018-2019 | Black Lightning      | Cutter                       | Personatge recurrent, 7 episodis  |
| 2019-2020 | The Resident         | Andrea Braydon               | Personatge recurrent              |